# Kooda
Kooda è una canzone registrata dal rapper americano 6ix9ine per il mixtape di debutto Day69. È stato distribuito commercialmente il 3 dicembre 2017 per lo streaming e il download digitale, tramite ScumGang Records. La canzone è stata scritta da 6ix9ine in persona e prodotta da Koncept P. Ha raggiunto la posizione numero 50 nella Billboard Hot 100 degli Stati Uniti.

## Video musicale
Un video musicale di accompagnamento per la canzone è stato presentato in anteprima su WorldStarHipHop tramite il canale YouTube ufficiale. Contiene Tekashi 6ix9ine nelle strade del quartiere di Bedford-Stuyvesant a Brooklyn
con membri delle gang di strada Bloods and Crips, in una vena simile al video musicale di "Gummo". "Ho ottenuto i migliori video in America senza budget", ha dichiarato Tekashi 6ix9ine a Mass Appeal in un'intervista. "Questi video di settore hanno un valore compreso tra 50 e 100 mila dollari mentre io lavoro con zero dollari".